# Sakoana
Sakoana est une commune rurale malgache située dans la région de Fitovinany.